# Лібія замбійська
Лібія замбійська (Lybius chaplini) — вид дятлоподібних птахів родини лібійних (Lybiidae).

## Поширення
Ендемік Замбії. Поширений від верх'я річки Кафуе до Кабанги в районі Каломо. Мешкає у лісистій савані.

## Опис
Дрібний птах, завдовжки 18-19 см, вагою 64-75 г. Це пухкий птах, з короткою шиєю, великою головою і коротким хвостом. Оперення біле, лише хвіст чорний, а крила чорні з жовтими краями. Навколо очей є червоне кільце.

## Спосіб життя
Трапляється групами з 2-6 птахів. Живиться комахами і плодами. Сезон розмноження триває у квітні-липні. Гніздиться у дуплах дерев. Відкладає два-чотири яйця. Інкубація триває 12-15 днів.